# Al-Ahli Club San'a'

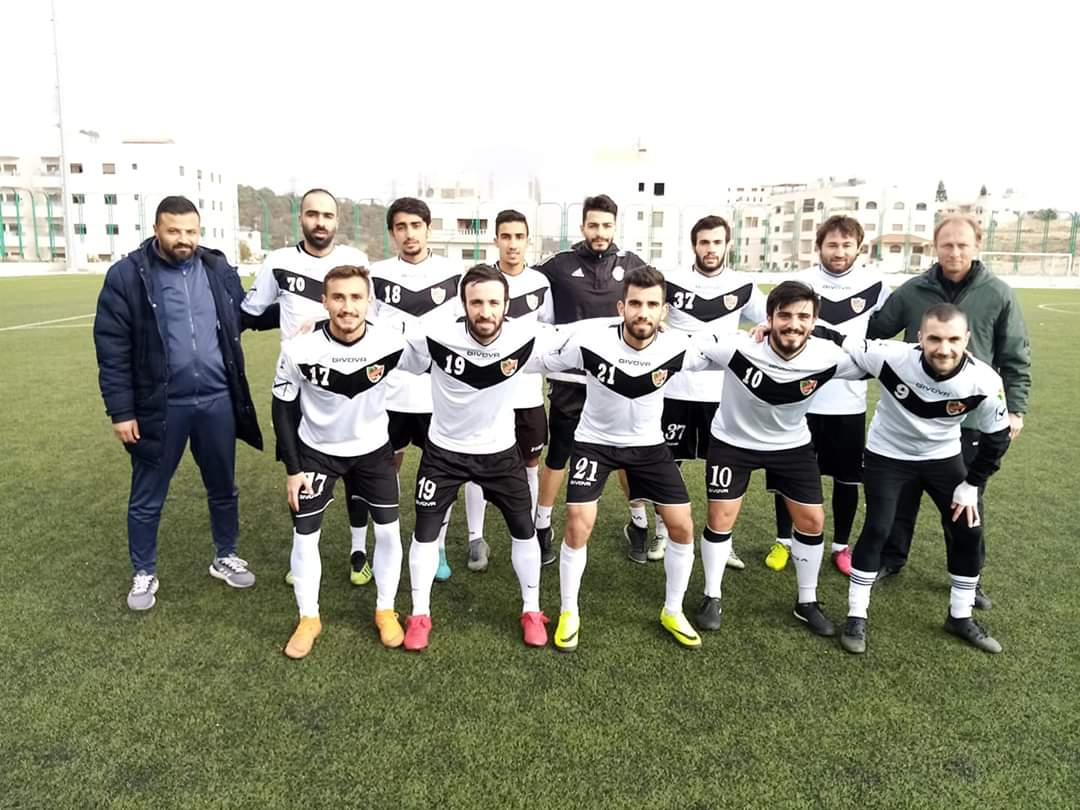

L'Al-Ahli Club (in arabo النادي الأهلي صنعاء)  è una società calcistica yemenita di Sana'a, fondata nel 1952.

## Palmarès

### Campionati nazionali
- Campionato nord-yemenita: 4

1981, 1983, 1984, 1988,
- Campionato yemenita: 7

1992, 1994, 1999, 2000, 2001, 2007, 2023-2024
- Coppa dell'Unita: 1

2004
- Coppa dell'Indipendenza: 1

2006
- Supercoppa yemenita: 2

2007, 2009